# Annulus tendineus communis
Annnulus tendineus communis er et fælles seneudspring til 6 ud af de 7 ekstraokulære muskler i øjenhulen. Den er delvist fusioneret med bindevævet omkring synsnerven og er med til at danne canalis opticus som udover synsnerven også indeholder arteria opthalmica, nervus abducens og nervus oculomotorius.

## Muskeludspring
De muskler der udspringer fra senen er:
- Musculus rectus superior
- Musculus rectus inferior
- Musculus rectus medialis
- Musculus rectus lateralis
- Musculus obliquus superior
- Musculus levator palpebrae superior (varierer afhængigt af kilde, se side for mere information)